# مينتون (تكساس)
مينتون (بالإنجليزية: Mentone, Texas)‏ هي مدينة أشباح و أماكن مخصصة للتعداد تقع في الولايات المتحدة في مقاطعة لوفنغ (تكساس). يقدر عدد سكانها بـ 19 نسمة وترتفع عن سطح البحر 818.09 متر.

## المناخ
يظهر الجدول التالي التغييرات المناخية على مدار السنة لمينتون:
| البيانات المناخية لـمينتون                  | البيانات المناخية لـمينتون | البيانات المناخية لـمينتون | البيانات المناخية لـمينتون | البيانات المناخية لـمينتون | البيانات المناخية لـمينتون | البيانات المناخية لـمينتون | البيانات المناخية لـمينتون | البيانات المناخية لـمينتون | البيانات المناخية لـمينتون | البيانات المناخية لـمينتون | البيانات المناخية لـمينتون | البيانات المناخية لـمينتون | البيانات المناخية لـمينتون |
| الشهر                                       | يناير                      | فبراير                     | مارس                       | أبريل                      | مايو                       | يونيو                      | يوليو                      | أغسطس                      | سبتمبر                     | أكتوبر                     | نوفمبر                     | ديسمبر                     | المعدل السنوي              |
| ------------------------------------------- | -------------------------- | -------------------------- | -------------------------- | -------------------------- | -------------------------- | -------------------------- | -------------------------- | -------------------------- | -------------------------- | -------------------------- | -------------------------- | -------------------------- | -------------------------- |
| الدرجة القصوى °ف (°م)                       | 86 (30)                    | 89 (32)                    | 99 (37)                    | 102 (39)                   | 106 (41)                   | 111 (44)                   | 112 (44)                   | 111 (44)                   | 106 (41)                   | 100 (38)                   | 88 (31)                    | 83 (28)                    | 112 (44)                   |
| متوسط درجة الحرارة الكبرى °ف (°م)           | 61.6 (16.4)                | 62.6 (17.0)                | 72.9 (22.7)                | 82.3 (27.9)                | 91.9 (33.3)                | 97.4 (36.3)                | 98.6 (37.0)                | 96.9 (36.1)                | 90.7 (32.6)                | 81.2 (27.3)                | 70.6 (21.4)                | 58.9 (14.9)                | 80.5 (26.9)                |
| متوسط درجة الحرارة الصغرى °ف (°م)           | 28.0 (−2.2)                | 31.1 (−0.5)                | 38.5 (3.6)                 | 47.1 (8.4)                 | 56.0 (13.3)                | 65.3 (18.5)                | 70.2 (21.2)                | 67.7 (19.8)                | 60.8 (16.0)                | 46.6 (8.1)                 | 36.7 (2.6)                 | 27.8 (−2.3)                | 48.0 (8.9)                 |
| أدنى درجة حرارة °ف (°م)                     | 5 (−15)                    | 5 (−15)                    | 12 (−11)                   | 16 (−9)                    | 31 (−1)                    | 46 (8)                     | 60 (16)                    | 53 (12)                    | 39 (4)                     | 30 (−1)                    | 18 (−8)                    | 16 (−9)                    | 5 (−15)                    |
| الهطول إنش (مم)                             | 0.41 (10)                  | 0.31 (7.9)                 | 0.24 (6.1)                 | 0.28 (7.1)                 | 0.86 (22)                  | 0.89 (23)                  | 1.74 (44)                  | 1.29 (33)                  | 1.39 (35)                  | 1.03 (26)                  | 0.33 (8.4)                 | 0.29 (7.4)                 | 9.06 (230)                 |
| المصدر: The Western Regional Climate Center |                            |                            |                            |                            |                            |                            |                            |                            |                            |                            |                            |                            |                            |